# Castillo de Pernštejn
El castillo de Pernštejn (en checo: hrad Pernštejn) está ubicado en la región de Moravia meridional de la República Checa. Está situado a unos 40 kilómetros al noroeste de Brno. Pertenece al municipio de Nedvědice, en la región de Brno-venkov, en Moravia, y es uno de los castillos más importantes de la República Checa.

## Ubicación
El castillo se encuentra a unos dos kilómetros al suroeste del pueblo de Nedvědice en un espolón rocoso y boscoso sobre la confluencia de los ríos Svratka y Nedvědička, en la estribación oriental de las Tierras altas de Bohemia y Moravia. Pernštejn llegó a ser conocido como el castillo de mármol, debido a la piedra similar al mármol utilizada para enmarcar las puertas y ventanas.

## Historia

### Siglos XIII al XV

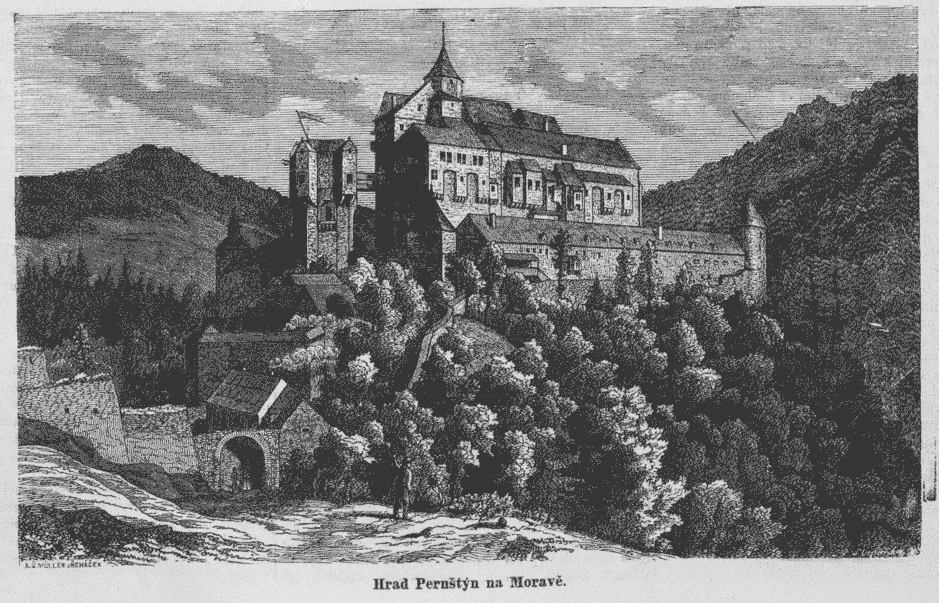
Pernštejn en la década de 1830, según lo retrató Adolph Kunike (1777–1838)

El castillo fue construido en un lugar que se adaptaba perfectamente a su propósito: desde tres lados estaba protegido por una pendiente de roca escarpada (la roca penetra en el edificio hasta el segundo piso), accesible solo desde el norte a través de una cresta que se eleva hacia el castillo y que se podía diquear y proteger fácilmente con un sistema de baluartes. Un asentamiento postrado y saliente alrededor del castillo está formado por cinco patios, delimitados por edificios anexos, murallas, puertas, un bastión al norte y una barbacana en el centro. En el lugar más conveniente hay un lago en la roca con un manantial inagotable, hoy cubierto por edificios del castillo, accesible desde el patio interior del castillo. Aquí se construyó el núcleo del castillo: la Torre Barborka (una torre redonda de cinco pisos con un borde vuelto hacia el camino de entrada), el palacio del castillo y el patio protegido por la muralla. Estas partes fueron completamente cubiertas por ampliaciones posteriores, solo la alta torre Barborka todavía sobresale sobre el complejo de edificios del castillo. Se desconoce el constructor del castillo. El primer antepasado de la familia Pernštejn del que se tiene constancia histórica es Esteban de Medlov, una personalidad importante de Moravia de principios del siglo XIII. Probablemente fue él quien trasladó la propiedad familiar de la Moravia del Sur a las montañas. En el siglo XIII se sentaron las bases del nuevo poder señorial: una gran propiedad de tierras que dependía del soberano y estaba al servicio de éste, con aldeas serviles y fuertes castillos. Varias familias importantes de la nobleza morava construyeron sus dominios precisamente en la zona sureste de las Montañas. El control del soberano no llegó hasta allí, ya que allí había suficiente tierra para la colonización, bosques para la caza, lugares para la construcción de castillos y allí gobernaba el derecho privado.
En los años de ajetreo posteriores a la extinción de la dinastía de los Premislidas (1306) y durante el reinado de Juan de Bohemia (1310–1346) no hay muchos datos sobre el castillo de Pernštejn y sus señores. Sin embargo, se puede suponer que pertenecieron a aquellos de quienes el rey Carlos IV escribió que "en su mayoría se convirtieron en tiranos y no temían al rey, como era de esperar, porque se habían repartido el reino". Ni siquiera los años más tranquilos durante el reinado de Carlos IV y su hermano, el margrave Juan Enrique, pudieron detener el ascenso del poder señorial. Solo conocemos los nombres de los señores de Pernštejn de los primeros dos tercios del siglo XIV. Participaron en la vida pública en asambleas y autoridades, ampliando aún más sus propiedades. Probablemente el castillo no cambió mucho en aquellos tiempos; su apogeo se produjo durante el último cuarto del siglo XIV y durante el siglo XV.
Tras la muerte del margrave Juan Enrique (1375), Moravia se dividió en varios partidos que se enfrentaban entre sí y los castillos se convirtieron en bases de partidos políticos y nidos de barones ladrones. En aquella época Guillermo I era el jefe de la familia Pernštejn y señor del castillo (aparece en documentos de 1378 a 1422). La guarnición de Pernštejn no sólo luchaba por los intereses políticos de sus amos, sino que también incursionaba en casi todas las carreteras principales de Moravia. Una parte indispensable de estos ingresos iba al tesoro de Guillermo. Pero Guillermo siguió participando en el parlamento y en el Tribunal Supremo de Justicia y ejerció los deberes de los cargos más importantes del país. Fue él quien inició el ascenso de la casa a los más altos objetivos sociales y políticos.

### Siglos XV al XVII

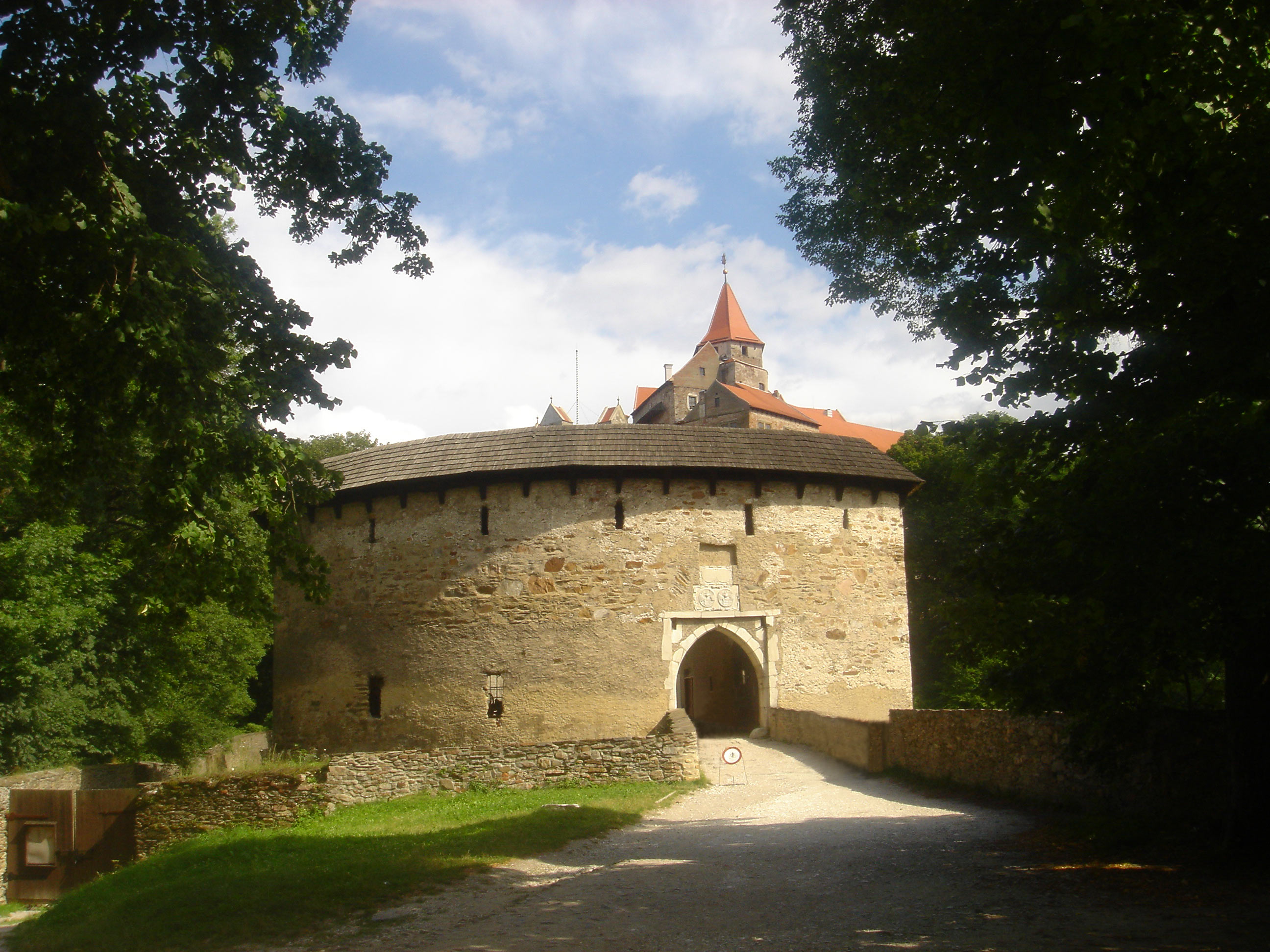
Castillo Pernstejn.

En los siglos XV al XVII la importancia militar y política del castillo alcanzó su máximo apogeo. En aquella época Pernštejn no era sólo el centro de una gran baronía, sino también una fortaleza que desempeñó un papel importante en la lucha por Moravia y la ciudad de Brno. Este papel del castillo se debe a la primera etapa de su construcción: Juan I llevó a cabo la mayor reconstrucción del castillo, que también debía reparar los daños causados por un gran incendio ocurrido antes de 1460. El corazón original del castillo se complementó con un ingenioso sistema de fortificación que protegía toda la zona. Se cavaron fosos alrededor del castillo y se construyeron murallas con nuevas torres en los ángulos de las murallas y en el interior del complejo del castillo. La típica torre cuadrada de Pernštejn se construyó fuera del recinto del castillo y se unió a él mediante dos puentes de madera, lo que permitiría la última opción de defensa y retirada en caso de que se tomara el núcleo del castillo.
El recinto del castillo se fue ampliando con nuevas construcciones en detrimento del patio interior, y el castillo, que carecía de espacio, empezó a crecer hacia arriba. El sistema de fortificación principal creció hacia el norte, la única dirección posible desde donde podía venir un ataque. Toda la zona se construyó en esta dirección como parte de la fortaleza, estaba rodeada de murallas y protegida por varios fosos con puentes levadizos. En el extremo norte se alzaba un alto bastión renacentista en semicírculo que protegía la entrada al espacioso asentamiento que rodeaba el castillo con edificios anexos. Otra barrera en el camino hacia el castillo era una poderosa barbacana cuyos muros de 3 m de espesor con almenas para armas de fuego ligeras y un matacán protegían un estrecho camino hacia la entrada rodeada de murallas. Incluso si el enemigo lograba cruzar otro foso en la misma zona del castillo, tendría que enfrentarse al problema de conquistar la única entrada estrecha a gran altura sobre el suelo a la que originalmente conducía una rampa de madera rematada por un puente levadizo. Después, había que entrar en las estancias del castillo a través de un laberinto de estrechos pasadizos y escaleras por donde no podían pasar dos soldados uno al lado del otro. La barbacana es uno de los ejemplos mejor conservados de elementos de fortificación del gótico tardío en tierras checas.
El aspecto del castillo cambió de nuevo a finales del siglo XV y en la primera mitad del siglo XVI. La reconstrucción la inició Guillermo II de Pernštejn (1435-1521). Vivió en la zona de transición de las tierras checas de la Edad Media al Renacimiento y supo aprovechar la relativa paz con su sentido "económico" para aumentar fantásticamente la fortuna familiar. A finales del siglo XV y principios del XVI Guillermo II era una personalidad de la política interior casi más importante que los reyes de Jagellón. Luchó por la unidad del reino checo contra las tendencias separatistas de los moravos, previniendo la invasión de extranjeros y el deterioro de las costumbres. Guillermo II de Pernštejn es considerado una de las personalidades más importantes de la historia checa y su actividad política se compara a menudo con la del emperador Carlos IV.
En aquella época, el castillo se amplió con nuevas salas: donde no era posible desplazar los muros más hacia afuera, se colocaron ménsulas y se construyeron embarcaderos , por lo que los pisos superiores del castillo tienen una superficie mayor que la planta baja. El espacio de entrada se cubrió con bóveda de rombos y las antiguas celdas de la torre se transformaron en habitaciones. El estilo renacentista, que probablemente fue traído a Pernštejn por los italianos,  se impuso en el concepto espacial de las nuevas salas y en la mampostería de los marcos de las ventanas y los portales.
En la segunda mitad del siglo XVI llegó la agonía de la casa de los Pernštejn. En 1596 tuvieron que vender el castillo. Gran parte de la riqueza y las propiedades de la familia pasaron a la familia Lobkowitz, a través del matrimonio de Polyxena Pernštejn con Zdeněk Vojtěch Popel de Lobkowicz, canciller del Reino Checo. A finales del siglo XVI y principios del siglo XVII el castillo de Pernštejn cambió de propietarios. Su inexpugnabilidad fue muy útil durante la Guerra de los Treinta Años, especialmente durante el asedio de la ciudad de Brno por parte del ejército sueco en 1645. Asediaron el castillo en vano y sus cañonazos dañaron solo una parte del piso superior. Durante las guerras, Pernštejn fue un refugio seguro para la población vecina y sus propiedades y entre mediados del siglo XVII y mediados del XVIII fue proclamada fortaleza municipal. En 1710, la finca de Pernštejn fue adquirida por Francisco de Stockhammer y el castillo permaneció en propiedad de esta familia hasta 1793.

### Siglos XVII al XXI

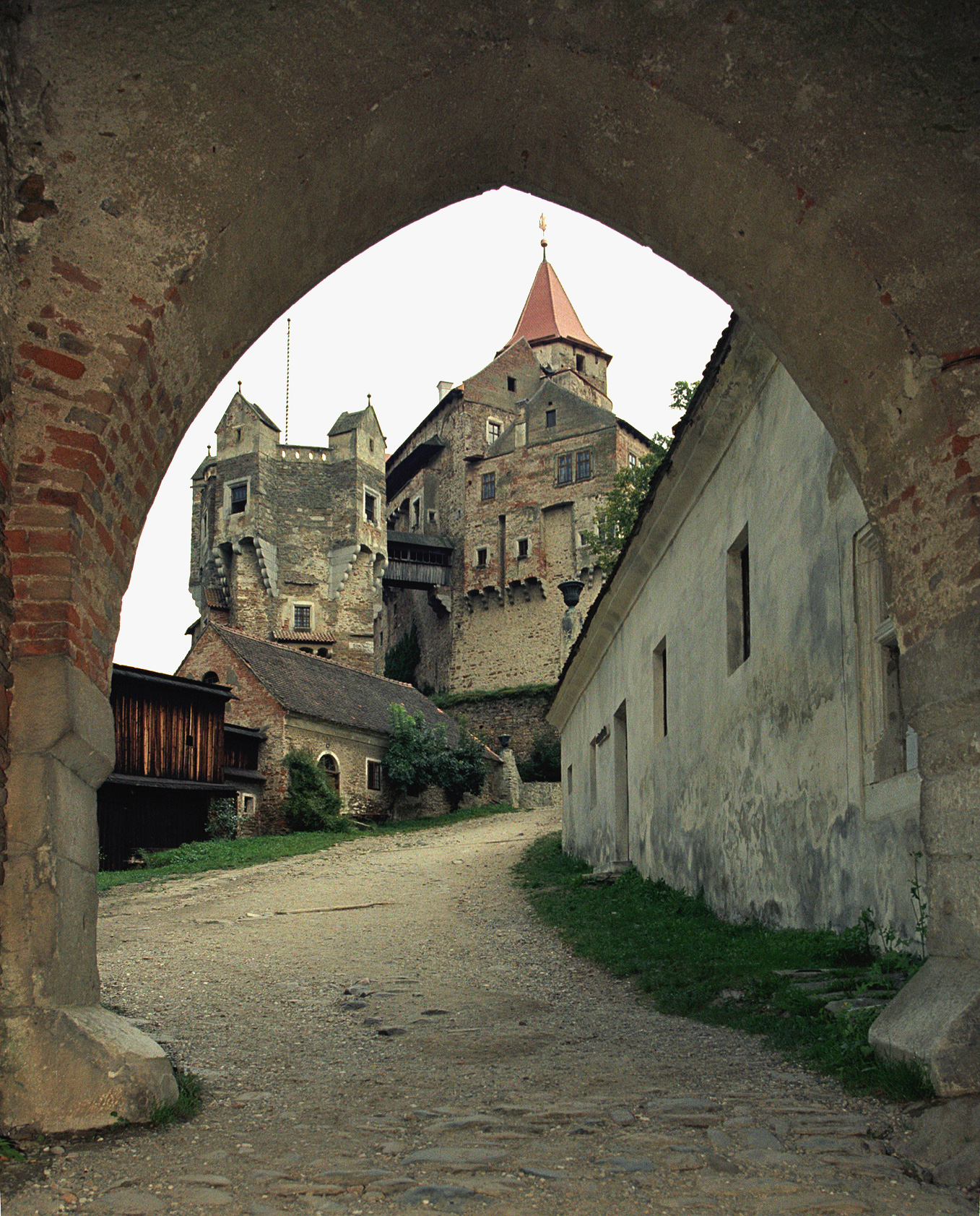
Detalle de la Puerta de entrada principal

En los siglos XVII y XVIII el aspecto del castillo no cambió mucho. Solo se conservaron algunos cambios interiores, como el estuco de la sala de los caballeros de alrededor de 1700 o las pinturas rococó en el dormitorio y en el salón chino de la década de 1760. Alrededor del castillo se construyeron dependencias; una nueva capilla de estilo barroco con pinturas al fresco de Francis Gregor Ignacus Eckstein de 1716 sustituyó a la antigua capilla del castillo. Los nuevos propietarios hicieron esculpir su escudo de armas en la roca y continuaron ampliando el parque original. Al este de la barbacana hay un viejo tejo relacionado con las historias de la fundación del castillo. Su circunferencia es de 4,5 metros y es el tejo más antiguo y más grande de la región de Moravia meridional.
En 1818 el castillo pasó a manos de la familia Mitrovský. El castillo obtuvo su aspecto actual en parte gracias a que la familia Mitrovský se negó a sucumbir a los estilos románticos del siglo XIX y en parte debido al hecho de que el castillo nunca sufrió a manos de sus enemigos. La puerta del primer asentamiento está protegida por las antiguas fortificaciones delanteras de principios del siglo XVI. En el asentamiento prolato hay varias dependencias y un bastión renacentista con una puerta en la que desemboca el camino original. El camino hacia el castillo supera el foso y la barbacana a través de un puente barroco. El corredor entre las dos murallas, característico de las fortificaciones de Pernštejn, conduce a la puerta del segundo asentamiento (finales del siglo XIV y principios del XV) con un portal de mármol gótico-renacentista. El complejo de la barbacana y el segundo asentamiento están rodeados por un foso revestido, a través del cual una escalera en el sur conduce a un jardín en terraza. Un puente gótico desemboca en la torre saliente de la tercera puerta, a través de cuyo portal de mármol se puede acceder al asentamiento que rodea el castillo interior. A la derecha, se encuentra un edificio gótico unificado, que se formó mediante la unión de los edificios acumulados gradualmente a finales del siglo XV. En la parte sur, construida a mediados del siglo XV, hay una gran torre redonda. Hacia el norte se extiende una línea de edificios administrativos renacentistas y antiguos. Después de pasar por la Puerta Negra, el camino conduce a través de otro puente gótico a las partes orientales del asentamiento. Al este, esta parte termina en una torre del reloj redonda. Al oeste, una capilla renacentista se adhiere a esta torre. La torre de las Cuatro Estaciones, llamada así por los vidrios de colores en las ventanas, era originalmente más pequeña y se incorporó a la muralla durante el reinado de Guillermo I. El acceso al núcleo del castillo desde el puente se realiza a través de una rampa de escalera cubierta, y al núcleo del palacio se accede a través del portal gótico tardío. El pasaje conduce directamente al espacio de comunicación principal del castillo, el pasaje a la derecha conduce al pequeño patio tirolés. En la esquina noroeste del núcleo del castillo se encuentra la torre Barborka de cinco pisos con un borde orientado hacia el camino de acceso. En el sur se encontraba un palacio de dos pisos, con sus sótanos parcialmente excavados en la roca. La gran sala de los caballeros en el primer piso fue completamente reconstruida y su bóveda renacentista fue decorada con estucos y pinturas al fresco.
Durante el reinado de Juan I se realizó la última ampliación medieval de las salas residenciales y representativas: el nuevo palacio renacentista se unió al núcleo y a la torre residencial en el sureste. En la planta baja se encuentra el pasaje abovedado de la Puerta Negra, en el primer piso hay una gran sala con tres campos de bóveda de crucería renacentista utilizada como biblioteca desde el siglo XIX. El primer piso contiene cinco salas representativas , la más grande de las cuales es la pinacoteca. Con la excepción de los techos barrocos y la decoración rococó, se conservan en la forma renacentista original.
Durante las obras de reconstrucción de Pernštejn, bajo el enlucido del pasadizo se descubrieron decenas de inscripciones (en checo, alemán y latín) y pinturas, la mayoría de ellas de mediados del siglo XVI. Son un testimonio interesante de la vida en el castillo y del perfil cultural de la época. Hoy en día, el castillo es propiedad del estado. Este patrimonio arquitectónico único se ha conservado recientemente y se ha hecho accesible para que sirva como documento de cómo era la residencia de los señores más importantes del país.

## Pernštejn en el cine
El castillo ha servido como localización para varias películas de cine, ciclos de cine y series:
- 1977 La princesa y el guisante
- 1979 Nosferatu: Phantom der Nacht
- 1983 El príncipe de la sal
- 1991-1993 Princesa Fantaghirò
- 1992 Las aventuras del joven Indiana Jones
- 1997 El pájaro de fuego
- 2003 Lutero
- 2004 Van Helsing
- 2008 Se busca
- 2013 Borgia
- 2018 Blancanieves y la magia de los enanitos
- 2024 Nosferatu.[3]

## Galería

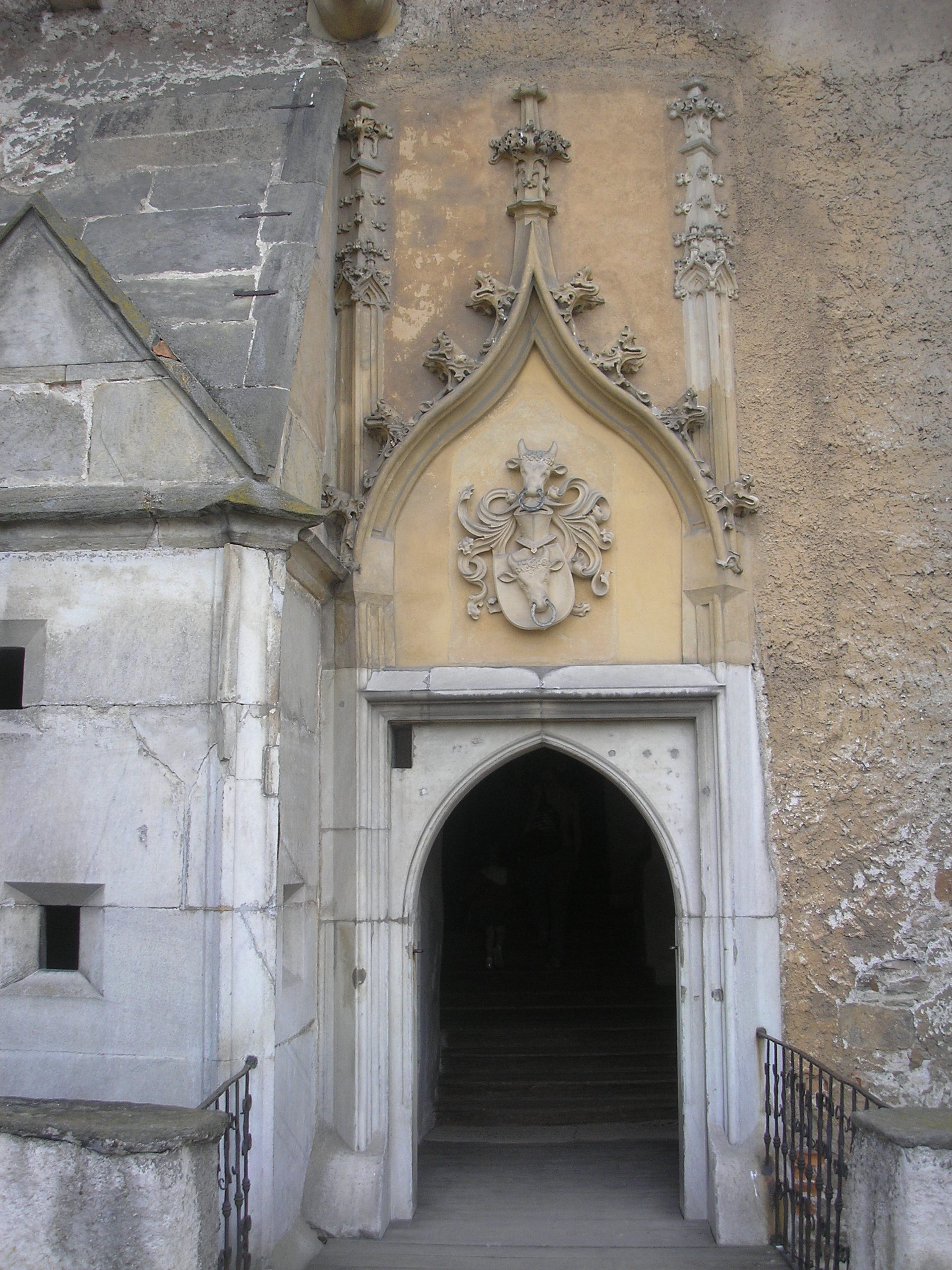
Entrada al Castillo con el escudo de armas de Pernštejn
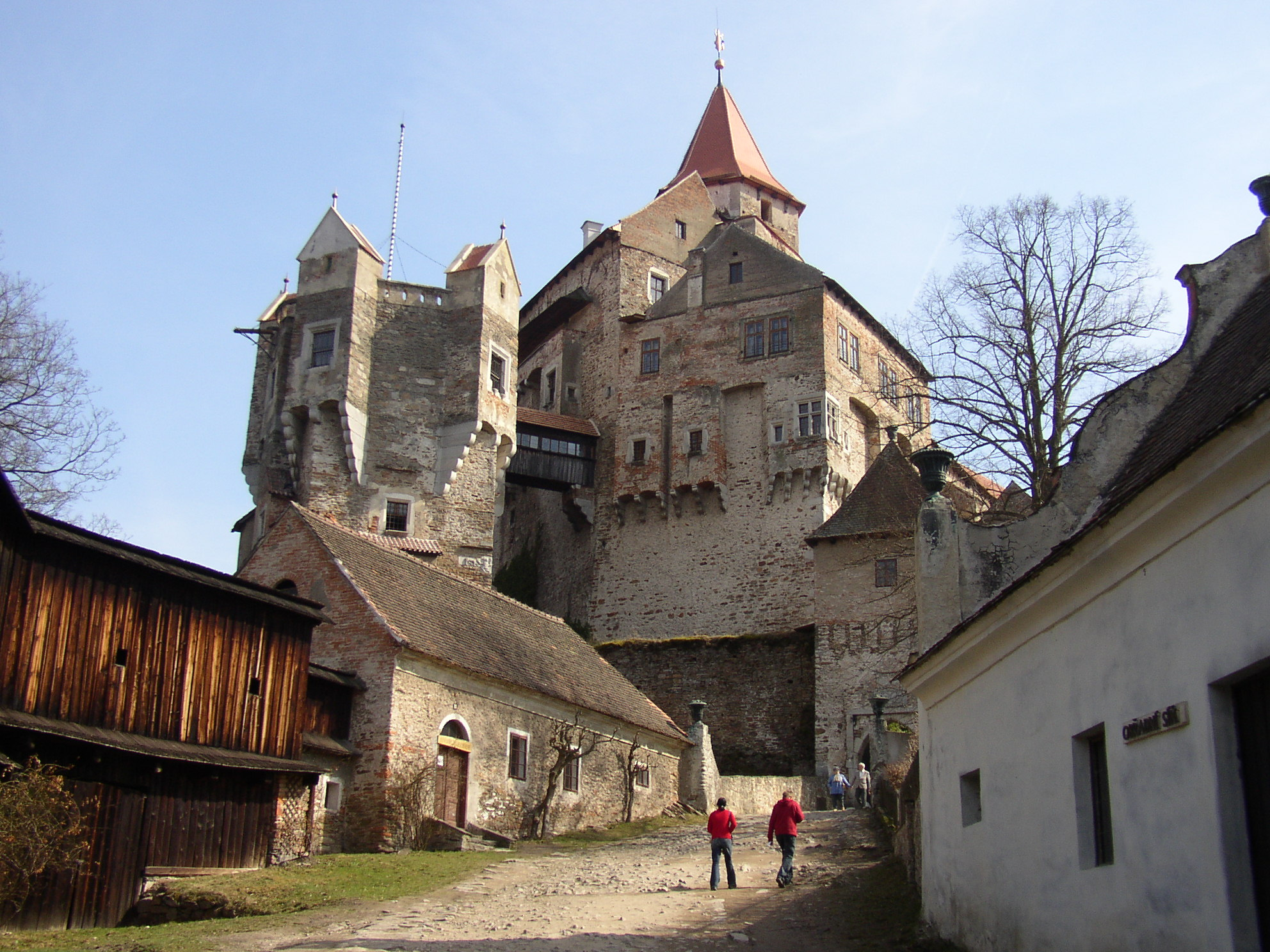
El castillo y la torre de las Cuatro Estaciones
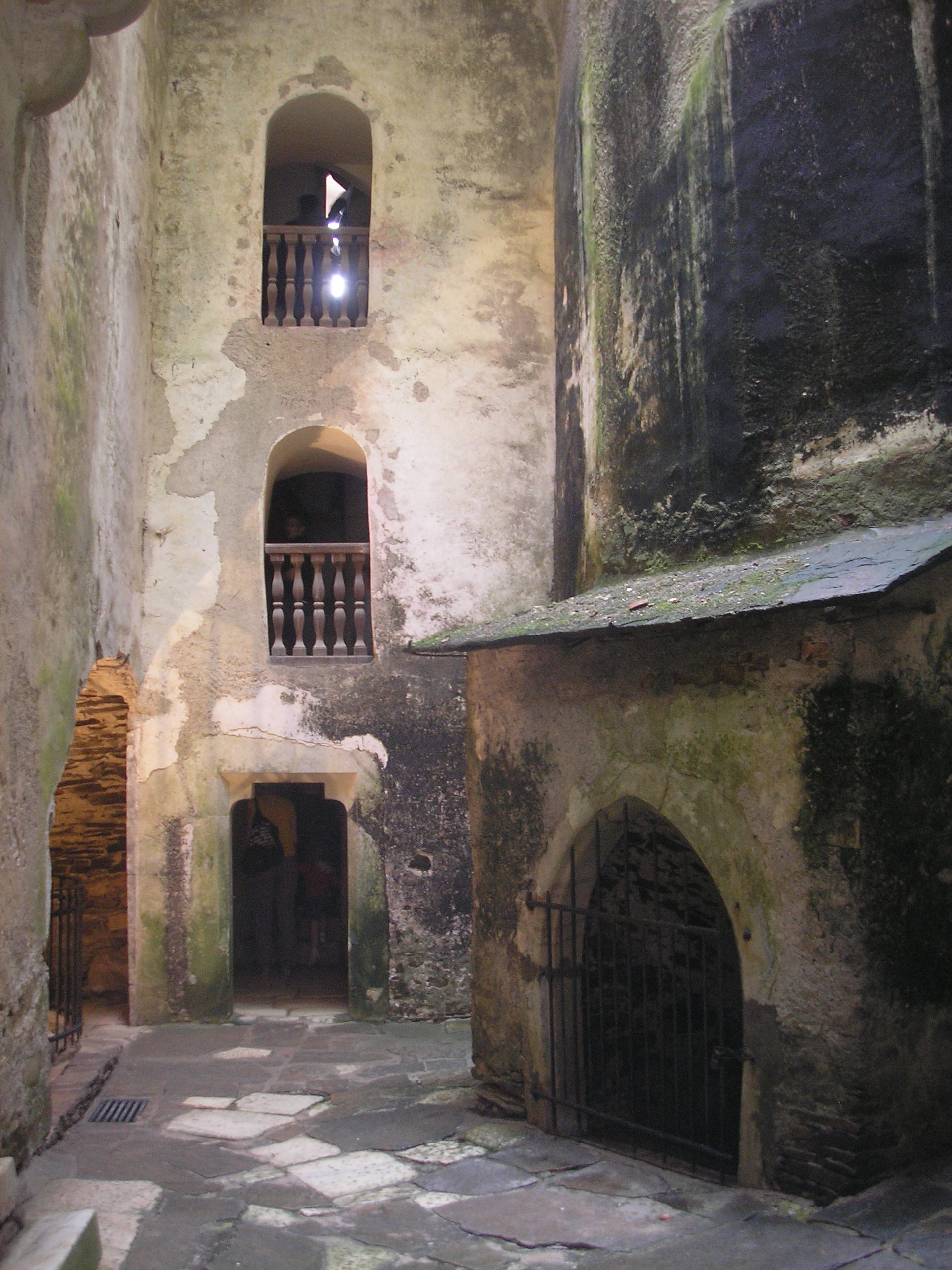
Patio del Castillo
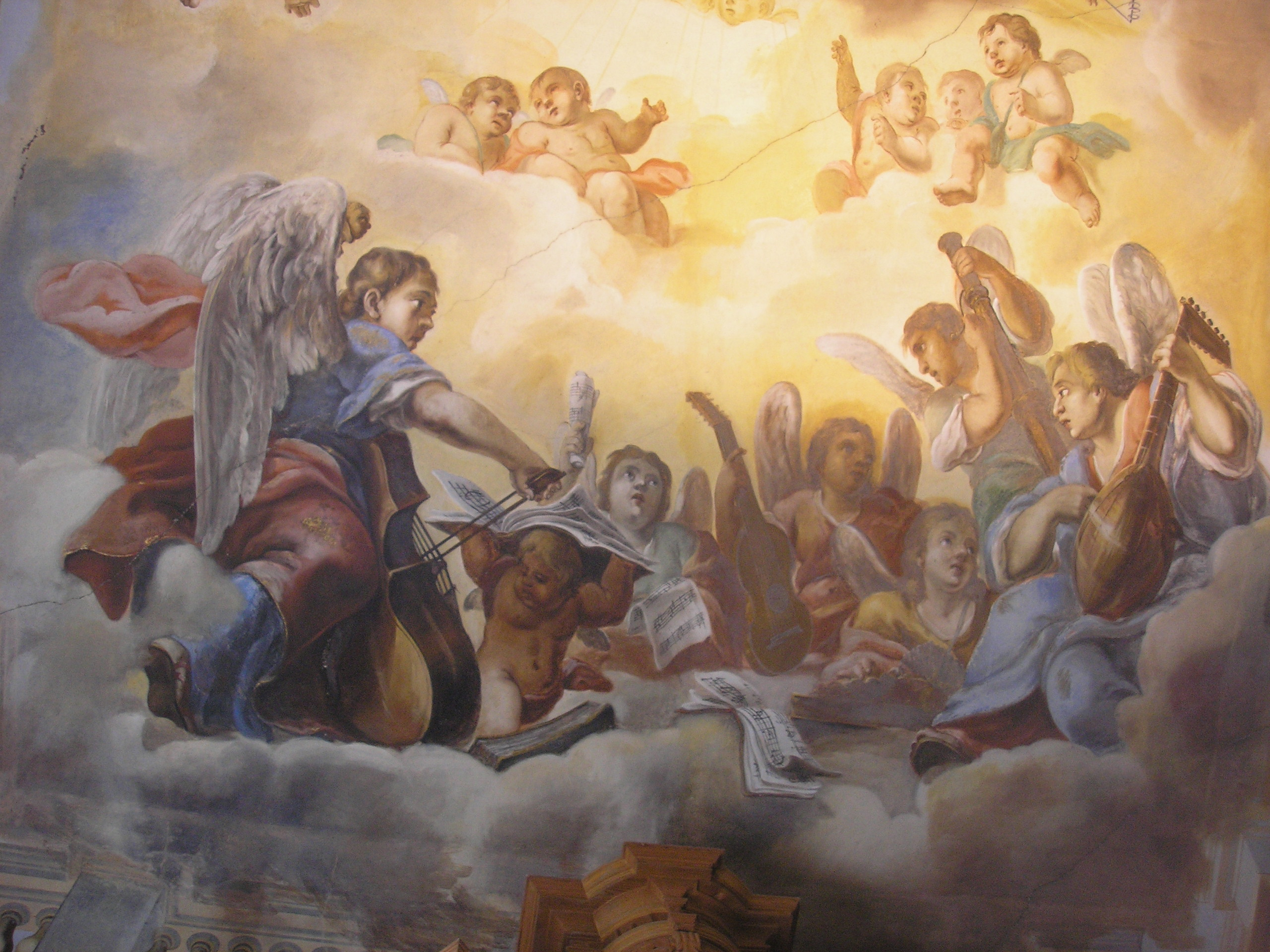
Fresco en la capilla del castillo

## Literatura
- Joachim Bahlcke; Winfried Eberhard; Miloslav Polívka (eds.) (1998). Manual de Lugares Históricos. Tomo 329). Stuttgart: Kröner. p. 441. ISBN 3-520-32901-8.
- Jakub Z. Škrabal (2001). Die Burg Pernštejn. Vega-L, Libitz an der Cidlina. ISBN 80-7276-025-4.